# Роберт Мозес
Роберт Мозес (англ. Robert Moses; 18 грудня 1888 — 29 липня 1981) — відомий американський містобудівник та чиновник в агломерації Нью-Йорка. Відомий як «Головний будівельник» (master builder) Нью-Йорка, так як завдяки його зусиллям місто разом з передмістями зазнали значних структурних змін. Його часто порівнюють з бароном Османом в Парижі. Фігура Роберта Мозеса є чи не найбільш контраверсійною в історії міського розвитку США, так як він, наприклад, віддавав перевагу великим автошляхам (хайвеям) замість розвитку громадського транспорту. Його погляди та підходи до праці вплинули на ціле покоління інженерів, архітекторів та містопланувальників, які поширили його філософію по країні. Мозес скромно називав себе «Координатором», але медіа його описували як «Головного будівельника».
Роберт Мозес одночасно суміщав 12 посад, включаючи посаду керуючого парками Нью-Йорка та посаду голови комісії парку Лонг Айленду, але ніколи не був на державній службі. Однак він створив і керував багатьма органами державної влади, що надавало йому автономію від широкої громадськості та політиків.

## Біографія
Роберт Мозес народився 18 грудня 1888 року в Нью-Гейвені, штат Коннектикут. Його батько був успішним торговцем нерухомості та володів універмагом, але незабаром, після народження Роберта, він продав свій бізнес і в 1897 році родина Мозесів переїхала до Нью-Йорка.
Роберт отримав прекрасну освіту: спочатку він вступив у Єльський університет (один з університетів престижної «Ліги плюща»), потім продовжив навчання в коледжі Водхем Оксфордського університету у Великій Британії (де отримав в 1913 році ступінь магістра) і, нарешті, в 1914 році захистив дисертацію в Колумбійському університеті Нью-Йорка, отримавши ступінь доктора філософії з політології.
Мозес був вельми амбітним, активно цікавився політикою та підтримував меритократичну ідеологію. Він вважав, що кандидатури на ту чи іншу посаду в уряді повинні підбиратися тільки виходячи зі здібностей і заслуг кандидатів, а не керуючись політичними вигодами або особистими побажаннями. У 1919 році він почав працювати в команді Альфреда «Ала» Сміта, який був тоді губернатором штату Нью-Йорк. Мозес розробив проект реформування уряду «Імперського штату», але в 1920 році Ал Сміт програв вибори й ідеї Мозеса залишилися незатребуваними.

## Кар'єра
1920-ті
Через два роки Сміт знову став губернатором, а Мозес — його помічником (в тому числі він писав для Сміта тексти промов і готував проекти законів). Майбутній «Головний будівельник» зацікавився ідеєю розвитку системи «парків штату», охоронних природних територій під управлінням уряду штату. У 1923 році очолив новостворену комісію з організації парків на острові Лонг-Айленд.
Після інавгурації президента Франкліна Д. Рузвельта в 1933 році федеральний уряд був змушений витрачати мільйони доларів на нові будівельні проекти в рамках Нового курсу. Але у держави та в міст не вистачало готових проектів. Мозес був одним з небагатьох місцевих чиновників, які мали готові проекти. З цієї причини Нью-Йорку вдалося отримати значні фінансування на різноманітні проекти в епоху Великої депресії. Мозес був талановитим політиком, який продемонстрував свої вміння при побудові спроектованих ним доріг, мостів, ігрових майданчиків, парків і будинків.
1930-ті
У 1933 році Мозес використав свою популярність підтримавши у виборах на пост мера Нью-Йорка Фіорелло Ла Ґуардія і після його перемоги був призначений на посаду керуючого парками Нью-Йорка, отримавши величезні повноваження. Використовуючи федеральне фінансування він почав створювати в місті нові парки, стадіони, спортивні та дитячі майданчики. Серед найбільш відомих проектів Мозеса тих років — будівництво в Нью-Йорку десяти величезних відкритих басейнів.
Ще більше зріс вплив Роберта Мозеса, коли він очолив Управління з будівництва мостом Трайборо (з'єднав райони Нью-Йорка: Бронкс, Квінс і Мангеттен, сьогодні відомий як Меморіальний міст Роберта Кеннеді.  Саме завдяки Мозесу були виділені гроші на спорудження моста — понад 60 млн. доларів (більше ніж знадобилося для будівництва греблі Гувера). Після введення моста в експлуатацію в 1936 році одержуваний від нього дохід (збори за проїзд транспорту) і паралельний випуск Управлінням мостом Трайборо облігацій дозволив фінансувати інші великі проекти, в значній мірі унезалежнивши Мозеса від міської влади.
Роберт Мозес був одним із організаторів проведення в Нью-Йорку Всесвітньої виставки 1939 року, яку відвідали понад 44 мільйони людей. Споруди виставки були зведені в Квінсі на місці колишнього смітника, а після закінчення роботи експозиції тут був розбитий один з найбільших в Нью-Йорку парк Флашинг-Медоуз.
Післявоєнний час
У повоєнні десятиліття при безпосередній участі Роберта Мозеса в Нью-Йорку були побудований міст Трогс-Нек, що з'єднав Квінс і Бронкс, а також найдовший на той час в світі підвісний міст Верразано між Брукліном і Стейтен-Айленд; стадіон Ши в Квінс; найбільший комплекс театрів і концертних залів Лінкольн-центр в Верхньому Вест-Сайді; конференц-центр Колізеум на Коламбус-Серкл, акваріум на Коні-Айленд, комплекс будівель штаб-квартири ООН в Мідтауні і багато інших відомих споруд.
В цей же час Мозес активно займався і спорудженням в Нью-Йорку швидкісних магістралей, прорізавши житлові райони і значно полегшивши рух автомобілів. При цьому прийшлося зруйнувати існуючу міську забудову, через що він зазнав багато критики. Тоді ж були побудовані автошляхи Крос-Бронкс, Бруклін-Квінс, Белт-Парквей і інші дороги.
У 1952 році Роберт Мозес очолив Управління енергетики штату Нью-Йорк. За дев'ять років, проведених на цій посаді, він керував будівництвом кількох гідроенергетичних споруд, в тому числі греблі Мозеса-Сондерса на річці Святого Лаврентія і електростанції на Ніагарі, пізніше названої на його честь.
У 1960-х роках політичний вплив Мозеса поступово почав слабшати. В якійсь мірі це сталося через його участь в декількох непопулярних проектах, в тому числі знесення будівлі залізничного вокзалу Пенсильванія-Стейшен і підтримка планів будівництва автомагістралі через Гринвіч-Віллидж і Сохо в Нижньому Мангеттені, де він стикнувся із сильною опозицією зі сторони Джейн Джейкобс та інших активістів.

## Згадки в популярній культурі
- Американський гурт Bob Moses був названий в честь Роберта Мозеса